# Matthias Karck

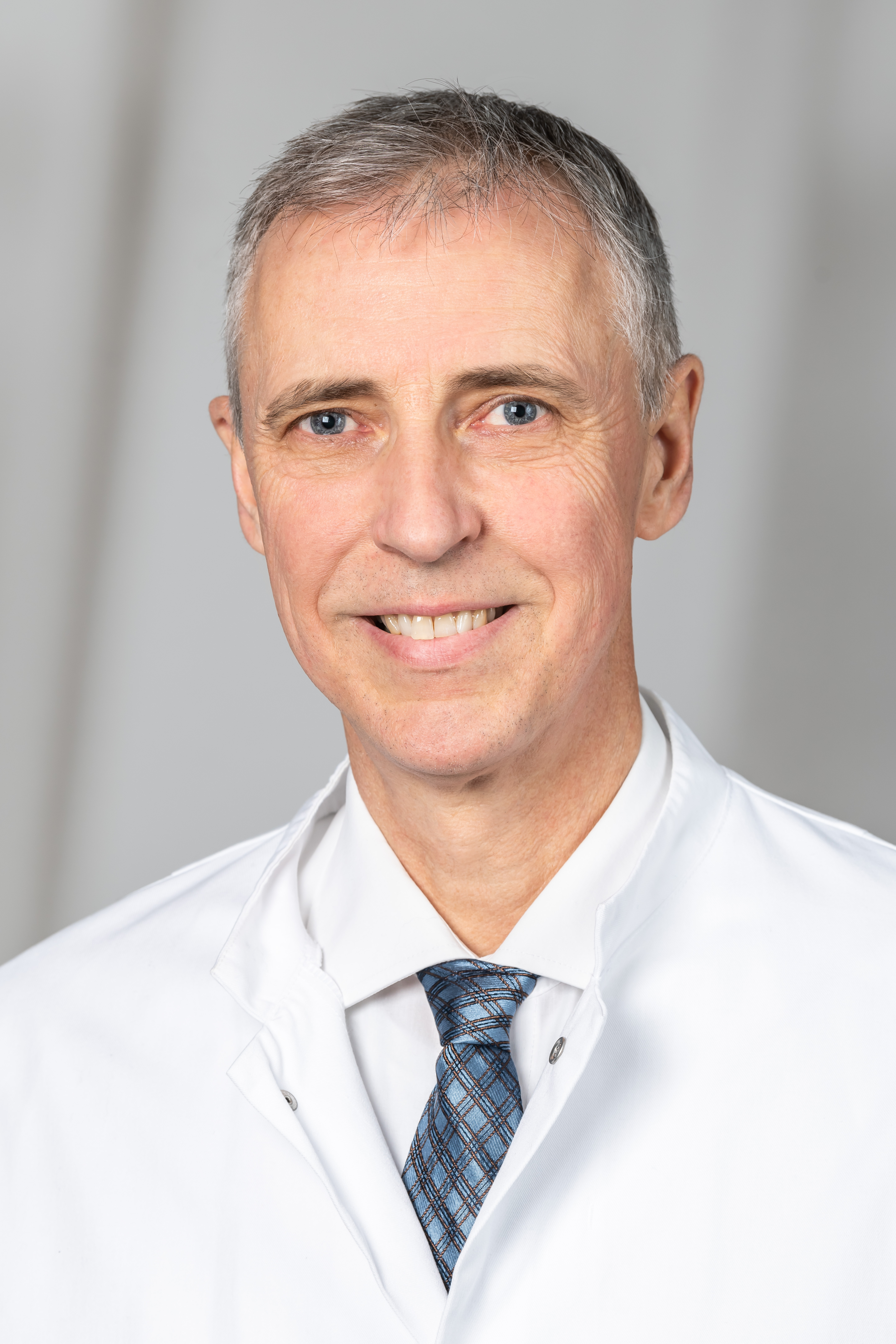
Matthias Karck (2022)

Matthias Karck (* 23. Januar 1961 in Hamburg) ist ein deutscher Herzchirurg und Hochschullehrer am Universitätsklinikum der Ruprecht-Karls-Universität Heidelberg.

## Leben
Nach dem Abitur 1980 am Johann-Heinrich Voß Gymnasium in Eutin studierte er Humanmedizin an der Christian-Albrechts-Universität Kiel, das er 1986 mit der Approbation und Promotion am Institut für Pathologie der Universitätsklinik (Prof. Dr. Karl Lennert) abschloss.
Seine chirurgische Ausbildung erhielt er ab 1987 am Zentrum Chirurgie der Medizinischen Hochschule Hannover bei Prof. Hans Georg Borst und von 1993 bis 1996 am Universitätsklinikum Kiel. 1989 forschte er für ein Jahr in Israel an der Hadassah Universitätsklinik in Jerusalem und der Universität Tel Aviv über Herzkonservierung vor Herztransplantation.
1997 schloss er seine Weiterbildung als Facharzt für Chirurgie ab und wurde zum Oberarzt der Klinik für Thorax-, Herz- und Gefäßchirurgie (Prof. Dr. med. Axel Haverich) an der Medizinischen Hochschule Hannover ernannt. Im selben Jahr wurde ihm die Lehrbefugnis (venia legendi) für „Chirurgie“ erteilt.
Er führte 2001 die von ihm mitentwickelte „Frozen Elephant Trunk“ Technik mit einem neuen Gefäßprothesentyp in die Aortenbogenchirurgie ein. Sie ermöglicht einen anatomischen und einzeitigen prothetischen Ersatz segmentübergreifender thorakaler Aortenaneurysmen. Karck setzte dieses Verfahren im Jahr 2004 erstmals zur operativen Behandlung von Patienten mit akuter Aortendissektion vom Typ Stanford „A“ ein. Es wurde 2015 in internationale Behandlungsempfehlungen aufgenommen. Die „Frozen Elephant Trunk“ Technik stellt eine Weiterentwicklung der von Hans Georg Borst 1983 beschriebenen „Elephant Trunk“ Methode dar.
Von 2000 bis 2010 war er Vorstandsvorsitzender der Deutschen-Marfan-Hilfe e.V. im Ehrenamt.
2006 rief er die Arbeitsgruppe „Aortenchirurgie“ in der Deutschen Gesellschaft für Thorax-, Herz- und Gefäßchirurgie ins Leben und leitete dieses Gremium bis 2021. In dieser Zeit gründete er das nationale Register für chirurgisch behandelte Patienten mit akuter Aortendissektion Typ A, „GERAADA“.
2006 folgte er dem Ruf an den Lehrstuhl für Herzchirurgie an der Ruprecht-Karls-Universität Heidelberg und leitet seitdem die Klinik für Herzchirurgie am dortigen Universitätsklinikum.
Von Oktober 2012 bis Oktober 2022 war er stellvertretender leitender ärztlicher Direktor des Universitätsklinikums Heidelberg. Zwischen November 2019 und März 2020 führte er die Einrichtung in dieser Funktion kommissarisch.
Seit 2022 ist er Sprecher des Zentrums Chirurgie am Universitätsklinikum Heidelberg.

## Klinische Schwerpunkte
Seine klinischen Schwerpunkte liegen in der komplexen Aortenchirurgie und der minimalinvasiven Erwachsenen-Herzchirurgie. Karck veröffentlichte mehr als 410 wissenschaftlichen Arbeiten (Stand Oktober 2022) in Fachzeitschriften.

## Auszeichnungen
- 1995 Ethicon Preis der Deutschen Gesellschaft für Thorax-, Herz- und Gefäßchirurgie
- 1999 Dr. Köhler Preis der Deutschen Gesellschaft für Thorax-, Herz- und Gefäßchirurgie
- 2004 Hans Borst Award der European Association of Cardiothoracic Surgery